# Adam Ruins Everything
Adam Ruins Everything là một bộ phim truyền hình hài giáo dục của Mỹ với vai chính Adam Conover đã ra mắt vào ngày 29 tháng 9 năm 2015, với phần 12 tập trên truTV. Phim bộ này nhằm mục đích gỡ bỏ những quan niệm sai lầm tràn ngập xã hội Hoa Kỳ. Vào ngày 7 tháng 1 năm 2016, thông báo rằng chương trình đã được chọn cho 14 tập bổ sung được phát sóng vào ngày 23 tháng 8 năm 2016. Một đoạn phim đặc biệt kéo dài một giờ sau đó đã được sản xuất.
Vào ngày 7 tháng 12 năm 2016, truTV đã thông báo đổi mới Adam Ruins Everything với 1 mùa 16 tập, được công chiếu vào ngày 11 tháng 7 năm 2017. Một miniseries bổ sung của sáu tập phim hoạt hình được công chiếu vào ngày 20 tháng 3 năm 2018. Vào ngày 9 tháng 5 năm 2018, TruTV thông báo chương trình đã được gia hạn thêm 10 tập nữa và sẽ trở lại vào cuối năm 2018. Vào ngày 8 tháng 7 năm 2019, đã có thông báo rằng tám tập 3 phần 3 sẽ phát sóng vào năm đó, bắt đầu vào ngày 13 tháng 8 năm 2019.